# 威爾遜鎮區 (阿肯色州斯通縣)
威爾遜鎮區（英語：Wilson Township）是位於美國阿肯色州斯通縣的一個行政鎮區。

## 地方資料
威爾遜鎮區的面積為52.20平方千米，當中陸地面積為52.15平方千米，而水域面積為0.05平方千米。根據2010年美國人口普查的數據，當地共有人口198人，而人口密度為每平方千米3.79人。